# Contea di Aransas
La contea di Aransas (in inglese Aransas County) è una contea dello Stato del Texas, negli Stati Uniti. La popolazione al censimento del 2010 era di 23 158 abitanti. Il capoluogo di contea è Rockport. La contea è stata istituita nel 1871 dalla Contea di Refugio, ed è stata organizzata l'anno successivo. Il suo nome deriva da Rio Nuestra Senora de Aranzazu, un avamposto spagnolo.

## Storia

Piramide dell'età di Aransas County

Aransas County è stata costituita nel 1871, quando fu "staccata" dalla Contea di Refugio. Il suo nome deriva da Rio Nuestra Senora de Aranzazu, un avamposto spagnolo.
Il primo europeo a vedere questa terra è stato probabilmente Alonso Álvarez de Pineda, che ha navigato lungo la costa del Texas durante l'estate del 1519, e che ha anche scoperto la baia di Aransas.

## Geografia fisica
Secondo l'Ufficio del censimento degli Stati Uniti d'America, la contea ha un'area totale di 528 miglia quadrate (1370 km²), di cui 252 miglia quadrate (650 km²) sono terra ferma, mentre 276 miglia quadrate (710 km², pari al 52% del territorio) sono costituite dall'acqua.

### Contee adiacenti
- Calhoun County (nord-est)
- Golfo del Messico (sud-est)
- Nueces County (sud)
- San Patricio County (ovest)
- Refugio County (nord-ovest)

### Aree protette
- Rifugio naturale nazionale di Aransas (in parte)

## Istruzione
La maggior parte dei residenti della contea, tra cui le città di Rockport e Fulton, sono servite dalla Aransas County Independent School District.
Alcuni residenti (tra cui la città di Aransas Pass, che è in realtà al di fuori della contea) sono invece serviti dalla Corpus Christi Independent School District.

## Infrastrutture e trasporti

### Strade principali
- State Highway 35
- State Highway 188

### Aeroporti
Aransas County Airport si trova a Fulton, a nord di Rockport.

## Comunità

### Città
- Aransas Pass
- Rockport (capoluogo di contea)
- Corpus Christi

### Cittadine
- Fulton

### Census-designated places
- Holiday Beach
- Lamar

### Città fantasma
- Aransas City

## Società

### Evoluzione demografica

#### Censimento del 2000
| Anno            | Popolazione | %±    |
| --------------- | ----------- | ----- |
| 1880            | 966         | Note: |
| 1890            | 1 824       | 88,8% |
| 1900            | 1 716       | −5,9% |
| 1910            | 2 106       | 22,7% |
| 1920            | 2 064       | −2,0% |
| 1930            | 2 219       | 7,5%  |
| 1940            | 3 469       | 56,3% |
| 1950            | 4 252       | 22,6% |
| 1960            | 7 006       | 64,8% |
| 1970            | 8 902       | 27,1% |
| 1980            | 14 260      | 60,2% |
| 1990            | 17 892      | 25,5% |
| 2000            | 22 497      | 25,7% |
| 2010            | 23 158      | 2,9%  |
| Censimento 2015 | 25 350      | 9,5%  |

Secondo il censimento del 2000, c'erano 22 497 persone, 9 132 nuclei familiari e 6 401 famiglie residenti nella città. La densità di popolazione era di 89 persone per miglio quadrato (34/km²). C'erano 12 848 unità abitative a una densità media di 51 per miglio quadrato (20/km²). La composizione etnica della città era formata dal 87,44% di bianchi, l'1,43% di afroamericani, lo 0,58% di nativi americani, il 2,77% di asiatici, il 5,33% di altre razze, e il 2,39% di due o più etnie. Ispanici o latinos di qualunque razza erano il 20,32% della popolazione.
C'erano 9 132 nuclei familiari di cui il 27,00% aveva figli di età inferiore ai 18 anni, il 57,00% erano coppie sposate conviventi, il 9,40% aveva un capofamiglia femmina senza marito, e il 29,90% erano non-famiglie. Il 25,30% di tutti i nuclei familiari erano individuali e l'11,60% aveva componenti con un'età di 65 anni o più che vivevano da soli. Il numero di componenti medio di un nucleo familiare era di 2,43 e quello di una famiglia era di 2,90.
La popolazione era composta dal 23.80% di persone sotto i 18 anni, il 6,20% di persone dai 18 ai 24 anni, il 23,20% di persone dai 25 ai 44 anni, il 27,10% di persone dai 45 ai 64 anni, e il 19,70% di persone di 65 anni o più. L'età media era di 43 anni. Per ogni 100 femmine c'erano 98,90 maschi. Per ogni 100 femmine dai 18 anni in su, c'erano 95,50 maschi.
Il reddito medio di un nucleo familiare era di 30 702 dollari, e quello di una famiglia era di 34 915 dollari. I maschi avevano un reddito medio di 31,597 dollari contro i 20 289 dollari delle femmine. Il reddito pro capite era di 18 560 dollari. Circa il 15,50% delle famiglie e il 19,90% della popolazione erano sotto la soglia di povertà, incluso il 31,00% di persone sotto i 18 anni e il 10,20% di persone di 65 anni o più.